# Севастьянов, Александр Никитич
Алекса́ндр Ники́тич Севастья́нов (род. 11 апреля 1954 года, Москва) — российский общественный и политический деятель. Бывший сопредседатель Национально-державной партии России, лишённой Министерством юстиции регистрации в 2003 году.

## Биография
Родился в семья вузовских преподавателей. В 1959—1972 гг. жил в Калининграде (областном) по месту работы отца, затем с матерью вернулся в Москву.
В 1977 году окончил филологический факультет МГУ, в 1983 году — аспирантуру факультета журналистики МГУ, где, по его словам, учился заочно, чтобы не вступать в КПСС.
Кандидат филологических наук. В 1983 г. на факультете журналистики МГУ им. М. В. Ломоносова защитил диссертацию по теме «Сословное расслоение русской художественно-публицистической литературы и её аудитории в последней трети XVIII века».
Преподавал в Московском областном педагогическом институте им. Н. Крупской древнерусскую литературу, русскую литературу XVIII века и эстетику.
В 1982—1991 гг. консультировал музеи, библиотеки и галереи России, а также Риги, Таллина, Тарту, Вильнюса, Львова. С 1989 г. — член экспертного совета Музея книги, с 1992 г. — член правления Ассоциации библиотек, музеев и архивов.
Автор 11 статей в трехтомном «Словаре русских писателей XVIII века». В общей сложности автор более 30 книг и свыше 700 статей в центральной прессе, в том числе в журналах «Наш современник», «Наука и жизнь», «Русская литература», «В мире книг», «Наше наследие», «Вопросы литературы», «Вопросы национализма», «Политический класс» и др.
С начала 1990-х годов — автор публицистических и идеологических работ русской национальной, национал-демократической, антисемитской, антилиберальной, антихристианской направленности. Опубликовал свыше 30 книг, более 700 статей, в том числе в центральной прессе.
В 1992—1995 гг. состоял в поэтическом объединении — Ордене куртуазных маньеристов.
В 1997—2008 гг. — главный редактор «Национальной газеты» (комплект имеется в РГБ).
Автор и соавтор ряда законопроектов, в частности «о русском народе», «о разделённом положении русской нации» и «проект конституции».
С 1997 г. — заведующий отделом Украины и Крыма, в 1998—1999 гг. — замдиректора по науке Института стран СНГ.
В конце 1998 г. участвовал в создании группой русских политиков-националистов общероссийского политического общественного движения «Спас», был заместителем его председателя Владимира Давиденко. Осенью 1999 г. Севастьянов был включен в список «Спаса» для участия в выборах депутатов Госдумы РФ III созыва под 9 номером. Список «Спаса» 2 ноября 1999 г. был зарегистрирован Центризбиркомом на основании внесенного залога. 25 ноября 1999 г. Центризбирком по инициативе Минюста РФ отменил регистрацию. Жалоба представителей движения на решение Центризбиркома 3 декабря была отклонена Верховным судом. Александр Севастьянов представлял «Спас» на этом заседании Верховного суда РФ.
24 февраля 2002 года на учредительном съезде НДПР выбран сопредседателем партии. Один из организаторов «Русских маршей». В 2004 году опубликовал список «не друзей русского народа», куда включил различных журналистов, общественных и политических деятелей.
9 сентября 2003 г. баллотировался на пост губернатора Новгородской области. По итогам голосования с результатом 4,34 % занял третье место из семи кандидатов (победил действующий губернатор Михаил Прусак, 78,73 %).
В 2007 году Московское бюро по правам человека направило заявление в генеральную прокуратуру России в связи с демонстрацией книг Юрия Петухова, Юрия Мухина, Андрея Савельева и Александра Севастьянова на XX Московской международной книжной ярмарке. По мнению Бюро, книги последних трёх авторов носят «откровенно антисемитский характер».
Член Союза журналистов[уточнить], Союза писателей, Союза литераторов, Славянского союза журналистов, Ассоциации искусствоведов. Действительный член общественной организации «Петровская академия наук и искусств». Главный научный сотрудник Московского Гуманитарного университета. Фигурирует в словаре «Святая Русь», изданной О. А. Платоновым (2006).
Лауреат премии журнала «Наш современник», премии «Гранатовый браслет имени А. И. Куприна» Союза писателей России и др.

## Произведения
- А.Н. Севастьянов. Шедевры европейской иллюстрации. — М.: Терра, 1996. — 424 с.
- А.Н. Севастьянов. Время быть русским! Третья сила. Русский национализм на авансцене истории. — М.: Яуза, 2006. — 896 с. — ISBN 5-87849-213-X. Архивировано 8 декабря 2011 года.
- А.Н. Севастьянов. «Россия для русских». Третья сила: русский национализм на авансцене истории. — М.: Книжный мир, 2006. — 600 с. — ISBN 5-8041-0204-4.
- А.Н. Севастьянов. Русский национализм, его друзья и враги. — М.: Русская Правда, 2008. — 320 с. — ISBN 978-5-9243-0167-9.
- А.Н. Севастьянов. Этнос и нация. — М.: Книжный мир, 2008. — 192 с. — ISBN 978-5-8041-0322-5.
- А.Н. Севастьянов, В.Б. Авдеев. Раса и этнос. — М.: Книжный мир, 2008. — 160 с. — ISBN 978-5-8041-0305-8. (недоступная ссылка)
- А.Н. Севастьянов. Чего от нас хотят евреи. — М.: Русская Правда, 2008. — 240 с. — ISBN 978-5-9243-0137-0. (впервые опубликовано в «Национальной газете», спецвыпуски № 1 и 3 за 1999 год, затем в сокращении — в журнале «Молодая гвардия», неоднократно выходила отдельным изданием).
- А.Н. Севастьянов. Диктатура интеллигенции против утопии среднего класса. — М.: Книжный мир, 2009. — 192 с. — ISBN 978-5-8041-0338-6.
- А.Н. Севастьянов, А.Б. Горянин. Русскому об Азербайджане и азербайджанцах. — М.: Известия, 2009.
- А.Н. Севастьянов. Уклоны, загибы и задвиги в Русском движении. — М.: Русская Правда, 2011. — 640 с. — ISBN 978-5-904021-13-9.
- А.Н. Севастьянов. Дело Тихонова-Хасис. Палачи или жертвы?. — М.: Книжный мир, 2013. — 352 с. — ISBN 978-5-8041-0604-2.
- А. Н. Севастьянов. «Победу не отнять! Против власовцев и гитлеровцев» (Книжный мир, 2010)
- А. Н. Севастьянов. «Путин в русском поле» (Алгоритм, 2013)
- А. Н. Севастьянов. «Битва цивилизаций: секрет победы» (Книжный мир, 2013)
- А. Н. Севастьянов. «Основы этнополитики» (Перо, 2014)
- А. Н. Севастьянов. «Русское движение за тридцать лет (1985—2015). Заметки очевидца» (Самотека, 2016)
- А. Н. Севастьянов. «Трудные вопросы русского национализма» (М., Самотека, 2017)
- А. Н. Севастьянов. «Преступник номер один: Уинстон Черчилль перед судом истории» (Яуза-Пресс, 2017)
- А. Н. Севастьянов. «Ядовитая ягодка революции» (2018)
- А. Н. Севастьянов. «Десять бесед о русском национализме» (М., Самотека, 2018)
- А. Н. Севастьянов. «Российское искусство Новейшего времени» (Самотека, 2019)
- А. Н. Севастьянов. «Русская элита в катастрофах XX века». В 2-х тт. (М., Вече, 2021)
- А.Н. Севастьянов. "Безумство храбрых. Подвиги и награды белогвардейской молодежи в Гражданской войне" (в изд-ве)
- А.Н. Севастьянов. "Золотой век русского искусства от Ивана Грозноготдо Петра Великого. В поисках русской идентичности" (в изд-ве)
- А.Н. Севастьянов. "Мудрость чемпионов. Опыт выживания индоариев, евреев и китайцев" (в изд-ве)
- и др. Основные книги и другие публикации выложены на сайте www.sevastianov.ru

## Публикации
- Александр Иванов. Тайна жизни, тайна картины, журнал «Наш современник», № 1 за 2014 год
- Подводя итоги, журнал «Наш современник», № 3 за 2014 год
- Судьба русского народа решается в Донбассе, журнал «Наш современник», № 8 за 2014 год
- мн. др. - всего более 700.

### Запрет в РФ
На основании решений Мещанского районного суда г. Москвы от 08.08.2013 книги «Русский национализм: его друзья и враги» и «Чего хотят от нас евреи» включены в Федеральный список экстремистских материалов (№ 2138, 2139). Также попали под судебный запрет написанные А. Н. Севастьяновым книги и брошюры: «Национал-демократия», «Россия — для русских!», «НДПР — партия русского народа», полемика с Б. С. Мироновым по вопросу об отношении к коренным народам России. Последние две запрещены по решению районного суда г. Иваново. Также решением Советского районного суда г. Брянска от 07.11.2019 запрещён ряд статей Севастьянова на еврейскую тематику.

## Награды
- Медаль «За освобождение Крыма и Севастополя» (17 марта 2014) — за личный вклад в дело по возвращению Крыма в Россию[27]
- Золотая медаль имени академика Никиты Моисеева (2022) за научные труды.

### Интервью
- Кого беспокоит «еврейский вопрос»? // Радио Свобода, 5 марта 2003
- Программа «Времена» с Владимиром Познером // Первый канал, 29 февраля 2004

### Статьи
- Как и почему я стал националистом // НГ-сценарии, № 06 (62), 10 июня 2001
- Новый русский национализм // Завтра, № 43, 22 октября 1996
- Статьи Севастьянова на сайте «Агентства политических новостей»